# Греческий вариант
«Греческий вариант» — сатирический рассказ российского писателя Виктора Пелевина, написанный в 1997 году.

### Содержание
Сюжет рассказа строится вокруг свадьбы главного героя — бизнесмена с сомнительной биографией и директора «Арго-банка» Вадика Кудрявцева. Кудрявцев имеет нездоровую склонность к античной культуре, и готовящееся мероприятие желает видеть в этом же стиле. Для организации праздника Кудрявцев нанимает горе-филолога, которому несколько раз банк отказывал в кредите. Однако в разгар торжества события поворачиваются совершенно непредсказуемым образом.
Рассказ построен на постоянном сопоставлении культур античности и постперестроечной России 1990-х, в которой происходят описываемые события, что подчеркивает нелепость и неуместность такого сочетания. Автор иронизирует над массовым восприятием различных культурных аспектов, «играет» с читателем, создавая каламбуры и отсылая к различным литературным источникам (в том числе, не существующим в действительности).

### Издания
- Журнал Playboy (российское издание), № 5, 1997 – первая публикация
- Сборник «Relics. Раннее и неизданное», 2005 г.
- Сборник «Все рассказы», 2005 г.
- Антология «Свой путь», 2017 г.[2]